# Korito (Gosztivar)
Korito (macedónul: Корито) település Észak-Macedóniában, a Pologi körzet Gosztivari járásában.

## Népesség
| Lakosok száma | 578  | 638  | 718  | 962  | 875  |      | 715  | 675  | 57   |
|               | 1948 | 1953 | 1961 | 1971 | 1981 | 1991 | 1994 | 2002 | 2021 |

2002-ben 675 lakosa volt, melynek 99%-a albán.